# Giant Drop
Giant Drop bezeichnet ein Fahrgeschäftsmodell der Kategorie Freifallturm, der vom Hersteller Intamin gebaut wird.

## Funktion
Nachdem die Fahrgäste Platz genommen haben und die Schulterbügel geschlossen sind, wird die Gondel mit einem Seilzug bei einer Geschwindigkeit von bis zu 5 m/s in die Höhe gezogen. Oben angekommen, wird die Gondel ausgeklinkt und fällt nun den Turm hinab. Je nach Höhe des Turms befinden sich vom Boden an bis in eine gewisse Höhe so genannte Wirbelstrombremsen. An der Gondel befindet sich das Gegenstück zu dieser Bremse. Sobald die Gondel mit dieser in Berührung kommt, wird die Gondel abgebremst.

## Variationen
Der Hersteller bietet diesen Typ in verschiedenen Höhen, mit verschiedenen Anzahlen von Gondeln und Sitzen und auch mit verschiedenen Sitzpositionen an. Zurzeit gibt es Türme mit Höhen von 37 m bis 126 m, wodurch auch die Höchstgeschwindigkeit von 64 km/h bis 135 km/h variieren. Es gibt Gondeln mit vier oder acht Plätzen. Neben der klassischen Sitzposition gibt es auch noch Varianten mit nach vorne kippenden Sitzen (bis zu 20°), stehender und kippender Position (bis zu 15°) und bodenloser und kippender Position (ebenfalls bis zu 15°). Ein Turm kann mit verschiedenen Gondeltypen bestückt werden.

## Bekannte Attraktionen in Freizeitparks (Auswahl)
| Name                     | Betreiber                       | Land                   | Höhe  | Eröffnung | Schließung |
| ------------------------ | ------------------------------- | ---------------------- | ----- | --------- | ---------- |
| Free Fall Tower          | Holiday Park                    | Deutschland            | 70 m  | 1997      |            |
| Apocalypse               | Drayton Manor Park              | Vereinigtes Königreich | 54 m  | 2000      |            |
| Blue Fall                | Sea Paradise                    | Japan                  | 107 m | 1998      |            |
| Dalton Terror            | Walibi Belgium                  | Belgien                | 77 m  | 1998      |            |
| Drop Tower               | Canada’s Wonderland             | Kanada                 | 70 m  | 1997      |            |
| Drop Tower               | Carowinds                       | Vereinigte Staaten     | 49 m  | 1996      |            |
| El Vuelo de Fénix        | Terra Mítica                    | Spanien                | 54 m  | 2000      |            |
| Giant Drop               | Dreamworld                      | Australien             | 119 m | 1998      |            |
| Giant Drop               | Six Flags Great America         | Vereinigte Staaten     | 70 m  | 1997      |            |
| Golden Driller           | Fraispertuis City               | Frankreich             | 66 m  | 2017      |            |
| Hurakan Condor           | PortAventura                    | Spanien                | 100 m | 2005      |            |
| La Lanzadera             | Parque de Atracciones de Madrid | Spanien                | 63 m  | 1998      |            |
| Lex Luthor: Drop of Doom | Six Flags Magic Mountain        | Vereinigte Staaten     | 120 m | 2012      |            |
| Space Vertigo            | Gardaland                       | Italien                | 40 m  | 1998      |            |
| Zumanjaro: Drop of Doom  | Six Flags Great Adventure       | Vereinigte Staaten     | 126 m | 2014      | 2024       |